# Windows XP Starter Edition
Windows XP Starter Edition — редакция операционной системы Windows XP компании Microsoft, выпущенная в октябре 2004 года. Данная система распространялась в нескольких странах и являлась ограниченной версией Windows XP. Также она иногда ставилась как стандартная ОС на бюджетных персональных компьютерах.

## История разработки
Windows XP Starter Edition была официально анонсирована 11 августа 2004 года, как редакция Windows XP для начинающих пользователей.
В процессе тестирования системы приняли участие 6000 человек, а также 500 производителей ПК.
Выпущена она была в октябре того же года, на старте продаж её стоимость составила 30 долларов США.
Первоначально система распространялась в Таиланде, Малайзии, Индонезии. Позднее она также появилась на рынках Турции, Филиппин, Бразилии, Аргентины, Мексики, России и Индии.
В июле 2005 года Microsoft сообщили о продаже 100 000 копий редакции системы.

## Ограничения
Данная редакция Windows XP известна огромным количеством ограничений, в результате которых её цена была очень сильно занижена.
Система могла работать только с одновременно тремя запущенными программами, в ней отсутствовали функции сетевого окружения, ряд мультимедийных приложений, которые поставлялись с другими версиями Windows XP. В ней присутствовала специальная версия Internet Explorer, которая позволяла держать открытыми только 3 вкладки одновременно. Установка других браузеров была запрещена. Поддержка мультиязычности и изменения тем оформления также отсутствовала.
Кроме того, были установлены ряд ограничений на компьютерное железо, при котором работала эта система. Максимальный объём оперативной памяти, при котором работала данная система составлял 512 мегабайт, позволялось использовать жёсткие диски объёмом не более 120 ГБ, только бюджетные на тот момент времени процессоры и т.д..

## Наследие
Для нескольких последующих версий Windows (Vista и 7) были также выпущены редакции Starter. Они практически не отличались ограничениями (за исключениями характеристик компьютера, на котором ставилась система).
Windows Vista Starter Edition распространялись только на развивающихся рынках в бедных странах. Windows 7 Starter Edition была предустановлена по умолчанию на некоторые ноутбуки.